# Porta Nigra

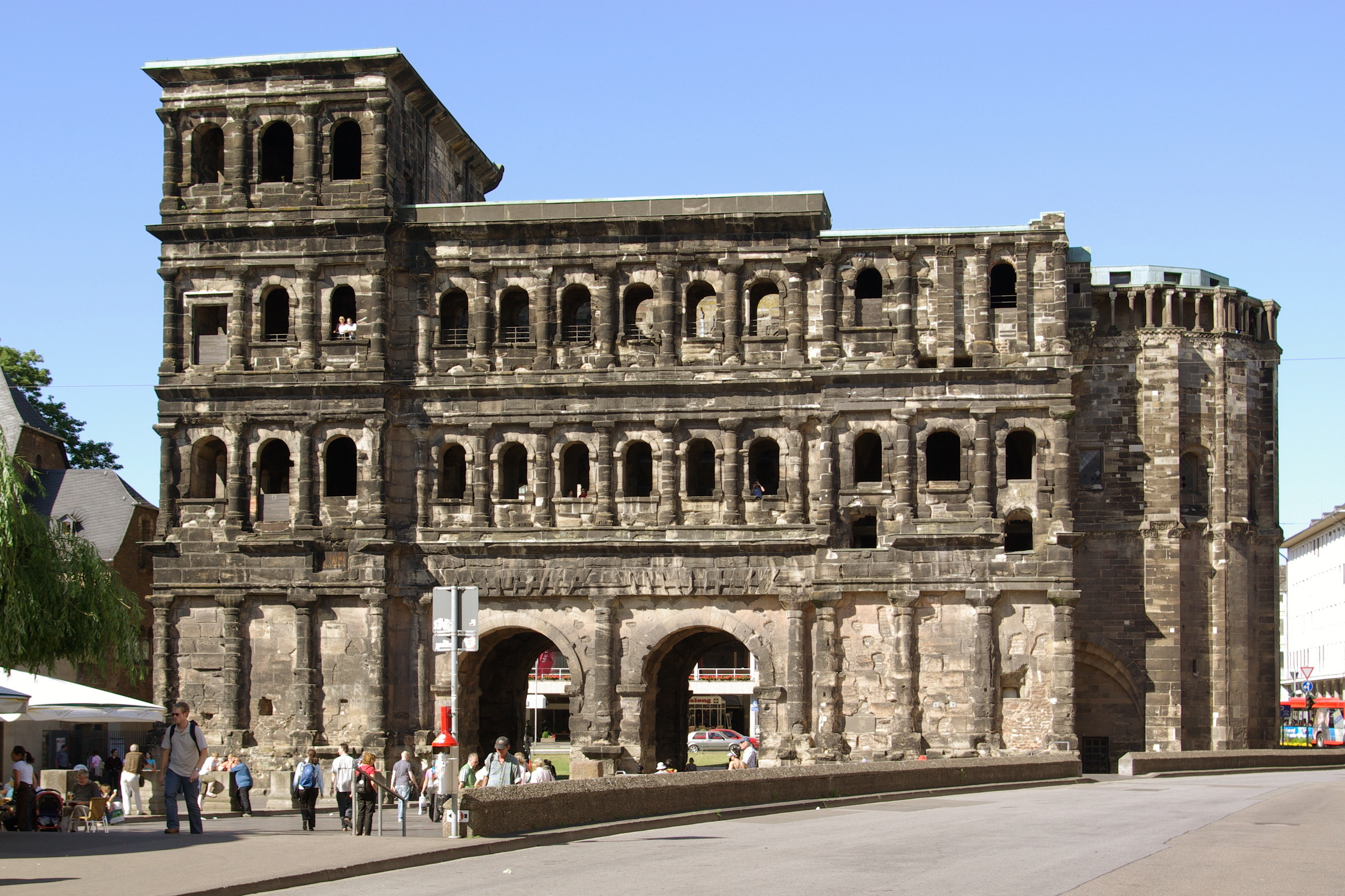
Porta Nigra

Porta Nigra (z łac. Czarna Brama) – zachowana z czasów rzymskich brama miejska w Trewirze w Niemczech (dawniej Augusta Trevorum w prowincji Germania Dolna). Najlepiej zachowana rzymska brama miejska po północnej stronie Alp. 
W 1986 roku brama wraz z innymi rzymskimi zabytkami Trewiru została wpisana na listę światowego dziedzictwa UNESCO.

## Nazwa
We wczesnym średniowieczu brama nazywała się Porta Martis (pol. „Brama Marsa”). Od XI w., kiedy została przekształcona w kościół i jako świątynia chrześcijańska nie mogła odnosić się do pogańskiego boga wojny, jej nazwa została zmieniona na Porta Nigra – z łac. Czarna Brama.  

## Opis
Brama została zbudowana bez użycia zaprawy z bloków szarego piaskowca, które były łączone jedynie za pomocą żelaznych haków zalewanych ołowiem. Z czasem piaskowiec sczerniał.   
Brama składała się pierwotnie z dwóch wież o wysokości ok. 32 m – wschodniej i zachodniej – połączonych łącznikiem o szerokości 15,9 m i głębokości 16 m. Współcześnie wieża zachodnia wznosi się na 29,3 m. Jeszcze w XVII w. zdobił ją szczyt.   

## Historia
Brak jest dokumentów poświadczających dokładną datę budowy bramy. Na podstawie badań archeologicznych, okres budowy szacowany jest na lata pomiędzy 160 a 200 rokiem n.e. Pewne elementy bramy nie zostały ukończone – prace przerwano albo ze względu na zagrożenie oblężeniem, albo z powodu problemów z finansowaniem projektu. Pomimo to służyła jako północna brama wjazdowa do Trewiru. Oprócz niej istniały jeszcze trzy inne bramy (Porta Alba, Porta Media, Porta Inclyta).
Po upadku starożytnego Rzymu w V w. budowla służyła jako źródło materiałów budowlanych i była stopniowo rozbierana. W XI w., za namową arcybiskupa Poppo von Babenberga (986–1047) do Trewiru przybył mnich Symeon, który zamieszkał w 1030 roku w celi we wschodniej wieży bramy. Symeon zmarł w 1035 roku, został pochowany w swoim eremie i ogłoszony świętym. W 1042 roku arcybiskup poświęcił ołtarz w bramie, która została przekształcona w kościół.  
W 1794 roku wojska francuskie zajęły miasto, wprowadzając zakaz odprawiania mszy w kościele i przetapiając wkrótce jego ołowiany dach na amunicję. W 1802 roku kościół ostatecznie zamknięto. Rok później relikwie św. Symeona zostały przeniesione do kościoła św. Gerwazego. 
Przez wieki brama obrosła przybudówkami, jednak na początku XIX wieku usunięto je, przywracając bramie pierwotny, rzymski charakter. W 1822 roku we wschodniej wieży bramy umieszczono gabinet starożytności, który pozostawał tam do 1899 roku. Brama została objęta ochroną konserwartorską. W latach 1969–1973 przeprowadzono jej gruntowną restaurację. 
Porta Nigra jest najlepiej zachowaną rzymską bramą miejską po północnej stronie Alp. 
W 1986 roku brama wraz z innymi rzymskimi zabytkami Trewiru została wpisana na listę światowego dziedzictwa UNESCO.